# Concerto Teatro Uomo
Concerto Teatro Uomo è un album dal vivo del gruppo rock Area, pubblicato nel 1996.

## Tracce

### CD 1
1. Evaporazione – 4:54
2. Arbeit macht frei – 4:43
3. Luglio, agosto, settembre (nero) – 7:09
4. L'abbattimento dello Zeppelin – 10:26
5. ZYG (Crescita zero) – 6:24
6. Cometa rossa – 9:38
7. Lobotomia – 3:50
8. Il massacro di Brandeburgo numero tre in sol maggiore – 7:14
9. L'elefante bianco – 4:50
10. Gerontocrazia – 6:54

### CD 2
1. La mela di Odessa – 17:57
2. Gioia e rivoluzione – 10:50
3. Scum – 7:34
4. Giro, giro, tondo – 8:03
5. L'internazionale – 5:01
6. Boom Boom (John Lee Hooker cover) – 6:49
7. Improvvisazione – 13:50

## Formazione
- Giulio Capiozzo - batteria, percussioni
- Patrizio Fariselli - piano, clarinetto, sintetizzatore
- Demetrio Stratos - voce, organo, clavicembalo, percussioni
- Ares Tavolazzi - basso, trombone
- Paolo Tofani - chitarra, sintetizzatore, flauto